# 綠裸胸鱔
綠裸胸鯙，為輻鰭魚綱鰻鱺目鯙亞目鯙科的其中一種，分布於西大西洋區，從美國新澤西州至巴西、東大西洋及東太平洋海域，棲息深度1-50公尺，本魚體全身為暗綠色至棕色，體長可達250公分，為底棲性魚類，生活在珊瑚礁、岩礁區、紅樹林等海域，單獨活動，於夜間覓食，屬肉食性，以甲殼類、魚類為食，個體大具有侵略性，具利齒，易造成創傷，可作為食用魚或觀賞魚。

## 擴展閱讀
維基物種上的相關：綠裸胸鱔